# 馮繼志
馮繼志（Feng Jizhi，1976年11月11日—），生於廣東，香港足球運動員，司職中堅，以國援身份參與香港甲組足球聯賽，並且曾經入選香港隊。現在在广东广播电视台体育频道擔任南美賽事直播評述嘉賓。

## 球員生涯
2000年，馮繼志以國援身分來港加盟快譯通，來港短短3個月便首次入選香港隊，其後效力過傑志。
2004年，馮繼志被傑志棄用，轉投南華。
2005年，馮繼志再轉投愉園，至2007年約滿離隊。

## 外部連結
- 香港足球總會網頁球員註冊資料 （页面存档备份，存于）